# Libano-Canadiens
Les Libano-Canadiens sont les citoyens canadiens originaires du Liban.
Il y a environ 143 000 Libano-Canadiens, ce qui fait d'eux le groupe de loin le plus nombreux parmi les Arabo-Canadiens. L'immigration libanaise a commencé en 1882. En raison de la situation au Liban et des lois canadiennes restrictives, ces immigrés étaient 90 % chrétiens. Ces immigrés étaient la plupart du temps les migrants économiques cherchant une plus grande prospérité au Nouveau Monde.
Plus récemment, cette situation a changé et un grand nombre de musulmans et de druzes libanais ont migré au Canada. Les lois sur l'immigration ont été libéralisées après la Seconde Guerre mondiale, et l'immigration a cru dans les années 1950 et les années 1960. Le plus grand afflux de Libanais a eu lieu pendant la guerre civile libanaise, et cette période a vu un certain nombre de Libanais le plus riche et mieux instruit migrer au Canada pour échapper à la violence dans leur patrie.
Le Canada était le seul pays occidental avec l'Australie à établir des programmes spéciaux pour permettre aux Libanais de venir plus facilement au Canada et ils ont établi un bureau à Chypre pour traiter le cas des réfugiés libanais. Beaucoup de Libanais parlent français et, à la différence de la plupart des autres groupes immigrés, ils ont préféré Montréal la francophone plutôt que Toronto l'anglophone. C'est ainsi que l'on trouve la plus grande concentration de Canadiens d'origine libanaise dans la municipalité de Saint-Laurent où commerces et restaurants libanais foisonnent.
Environ la moitié de la communauté libano-canadienne vit dans et autour de Montréal, et la plupart des organismes Libano-Canadiens, particulièrement les religieux, sont basés dans cette ville. Il y a aussi des populations considérables à Toronto, Windsor, et à Halifax, et les libano-canadiens sont l'un des plus grands groupes ethniques à Ottawa.

## Libano-Canadiens connus
- Paul Anka, chanteur
- Wajdi Mouawad, dramaturge, metteur en scène et comédien
- René Angélil, chanteur, manager et mari de Céline Dion
- Pierre de Bané, sénateur
- Joe Ghiz, ex-Premier ministre de l'Île-du-Prince-Édouard, et son fils, Robert Ghiz, le présent premier ministre de l'Île-du-Prince-Édouard
- Nazem Kadri, un joueur professionnel de hockey, repêché par les Maple Leafs de Toronto (Sa famille est venue au Canada en 1968. Son père avait 4 ans)
- K. Maro, rappeur
- Massari, chanteur r&b
- Maria Mourani, sociologue et femme politique québécoise